# Michał Pazdan
Michał Pazdan (phát âm tiếng Ba Lan: [ˈmixaw ˈpazdan] ⓘ, sinh ngày 21 tháng 9 năm 1987) là một cầu thủ bóng đá chuyên nghiệp người Ba Lan thi đấu ở vị trí trung vệ cho câu lạc bộ Ankaragücü.

## Sự nghiệp cấp câu lạc bộ
Pazdan khởi nghiệp bóng đá tại Hutnik Kraków. Anh dần tiến bộ và trở thành một phần của đội một vào mùa 2003–04. Năm 2007, anh đầu quân cho Górnik Zabrze. Anh có trận ra mắt giải Ekstraklasa vào ngày 14 tháng 9 năm 2007 trong màu áo Jagiellonia Białystok đối đầu với Polonia Bytom. Trong mùa giải đó anh ra sân 19 lần cho câu lạc bộ, 17 trong số đó là đá chính, giúp đội cán đích ở vị trí thứ 8 mùa bóng đó.
Ngày 24 tháng 6 năm 2015, Pazdan gia nhập Legia Warsaw. Ngày 29 tháng 1 năm 2019 Pazdan ký hợp đồng hai năm với Ankaragücü.

## Sự nghiệp cấp đội tuyển
Pazdan đã có 35 lần khoác áo đội tuyển bóng đá quốc gia Ba Lan. Anh có trận đá ra mắt tuyển vào ngày 15 tháng 12 năm 2007 trong trận thắng giao hữu 1-0 với Bosnia and Herzegovina. Huấn luyện viên của Ba Lan, ông Leo Beenhakker đã triệu tập anh và đội hình 23 tuyển thủ tại Euro 2008, tuy nhiên cùng với Łukasz Garguła anh là cầu thủ duy nhất không có phút nào ra sân tại giải.
Sau đó, Pazdan được triệu tập lên đội dự bị đề phòng có cầu thủ bị chấn thương, anh có mặt trong thành phần đội vào ngày 21 tháng 11 năm 2008 trong các trận giao hữu tại Antalya, Thổ Nhĩ Kỳ.

## Thống kê sự nghiệp

### Cấp câu lạc bộ
Tính đến 11 tháng 5 năm 2019
| Câu lạc bộ            | Mùa                 | Giải                | Giải    | Giải      | Cúp liên đoàn | Cúp liên đoàn | Cúp châu Âu | Cúp châu Âu | Khác1   | Khác1     | Tổng cộng | Tổng cộng |
| Câu lạc bộ            | Mùa                 | Giải                | Số trận | Bàn thắng | Số trận       | Bàn thắng     | Số trận     | Bàn thắng   | Số trận | Bàn thắng | Số trận   | Bàn thắng |
| --------------------- | ------------------- | ------------------- | ------- | --------- | ------------- | ------------- | ----------- | ----------- | ------- | --------- | --------- | --------- |
| Górnik Zabrze         | 2007–08             | Ekstraklasa         | 19      | 0         | 0             | 0             | –           | –           | 9       | 0         | 28        | 0         |
| Górnik Zabrze         | 2008–09             | Ekstraklasa         | 29      | 0         | 2             | 0             | –           | –           | 2       | 0         | 33        | 0         |
| Górnik Zabrze         | 2009–10             | I liga              | 33      | 2         | 0             | 0             | –           | –           | –       | –         | 33        | 2         |
| Górnik Zabrze         | 2010–11             | Ekstraklasa         | 17      | 0         | 0             | 0             | –           | –           | –       | –         | 17        | 0         |
| Górnik Zabrze         | 2011–12             | Ekstraklasa         | 28      | 1         | 2             | 0             | –           | –           | –       | –         | 30        | 1         |
| Górnik Zabrze         | Tổng cộng           | Tổng cộng           | 126     | 3         | 4             | 0             | –           | –           | 11      | 0         | 141       | 3         |
| Jagiellonia Białystok | 2012–13             | Ekstraklasa         | 27      | 1         | 3             | 0             | –           | –           | –       | –         | 30        | 1         |
| Jagiellonia Białystok | 2013–14             | Ekstraklasa         | 32      | 0         | 5             | 0             | –           | –           | –       | –         | 37        | 0         |
| Jagiellonia Białystok | 2014–15             | Ekstraklasa         | 27      | 2         | 2             | 0             | –           | –           | –       | –         | 29        | 2         |
| Jagiellonia Białystok | Tổng cộng           | Tổng cộng           | 86      | 3         | 10            | 0             | –           | –           | –       | –         | 96        | 3         |
| Legia Warsaw          | 2015–16             | Ekstraklasa         | 24      | 0         | 4             | 0             | 10          | 0           | 1       | 0         | 39        | 0         |
| Legia Warsaw          | 2016–17             | Ekstraklasa         | 28      | 0         | 0             | 0             | 10          | 0           | 0       | 0         | 38        | 0         |
| Legia Warsaw          | 2017–18             | Ekstraklasa         | 29      | 0         | 3             | 0             | 5           | 0           | 1       | 0         | 38        | 0         |
| Legia Warsaw          | 2018–19             | Ekstraklasa         | 2       | 0         | 2             | 1             | 3           | 0           | 0       | 0         | 7         | 1         |
| Legia Warsaw          | Tổng cộng           | Tổng cộng           | 83      | 0         | 9             | 1             | 28          | 0           | 2       | 0         | 122       | 1         |
| Ankaragücü            | 2018–19             | Süper Lig           | 11      | 1         | 0             | 0             | –           | –           | –       | –         | 11        | 1         |
| Tổng cộng sự nghiệp   | Tổng cộng sự nghiệp | Tổng cộng sự nghiệp | 306     | 7         | 23            | 1             | 28          | 0           | 13      | 0         | 370       | 8         |

1 Tính cả Siêu cúp Ba Lan và Cúp Ekstraklasa.

### Tuyển quốc gia
Tính đến 27 tháng 3 năm 2021
| Ba Lan    | Ba Lan  | Ba Lan    |
| Năm       | Số trận | Bàn thắng |
| --------- | ------- | --------- |
| 2007      | 1       | 0         |
| 2008      | 4       | 0         |
| 2013      | 2       | 0         |
| 2014      | 2       | 0         |
| 2015      | 5       | 0         |
| 2016      | 10      | 0         |
| 2017      | 6       | 0         |
| 2018      | 5       | 0         |
| 2019      | 3       | 0         |
| Tổng cộng | 38      | 0         |

## Danh hiệu
Legia Warsaw
- Ekstraklasa: 2015–16, 2016–17, 2017–18
- Cúp Ba Lan: 2015–16, 2017–18

Cá nhân
- FIFA San Miguel Cup - Đội hình tiêu biểu: 2009[5]
- Polski Związek Piłki Nożnej Á quân Sony Cup[5]
- Cúp Olejandro Oleguer: 2010
- Hậu vệ của năm tại Ekstraklasa: 2014–15
- Phát hiện của Giải vô địch châu Âu 2016 theo UEFA và France Football
- Cầu thủ bóng đá của năm (Piłka Nożna) Plebiscite: 2016